# Karaszyna
Karaszyna (ukr. Карашина) – wieś na Ukrainie, w obwodzie czerkaskim, w rejonie zwinogródzkim. 2001 r. liczyła 616 mieszkańców.